# Roncus svanteviti
Roncus svanteviti är en spindeldjursart som beskrevs av Bozidar P.M. Curcic 1992. Roncus svanteviti ingår i släktet Roncus och familjen helplåtklokrypare. Inga underarter finns listade i Catalogue of Life.